# Dagsboro
Dagsboro est une ville américaine située dans le comté de Sussex, dans l'État du Delaware.

## Démographie
| 1880 | 1900 | 1910 | 1920 | 1930 | 1940 |
| ---- | ---- | ---- | ---- | ---- | ---- |
| 58   | 190  | 176  | 223  | 198  | 222  |

| 1950 | 1960 | 1970 | 1980 | 1990 | 2000 |
| ---- | ---- | ---- | ---- | ---- | ---- |
| 474  | 477  | 375  | 344  | 398  | 519  |

| 2010 | - | - | - | - | - |
| ---- | - | - | - | - | - |
| 805  | - | - | - | - | - |

Selon le recensement de 2010, Dagsboro compte 805 habitants. La municipalité s'étend sur 1,36 milles carrés (3,52 km2).